# Rajanikanta Sen
Rajanikanta Sen (Bengalí: রজনীকান্ত সেন) (26 de julio de 1865 † 13 de septiembre de 1910) fue un cantante, poeta y compositor indio, uno de los intérpretes clásicos más reconocidos por temas y composiciones musicales devocionales (bhakti), así también por como sus canciones patrióticas. Rajanikanta nació en el pueblo de Bhangabari, Pabna (actual Bangladés). Fue el tercer hijo de ri Guruprasad Sen y Smt.Manomohini Devi. Asistió a la Guruprasad, que era un LLB de la Universidad de Daca, durante ese período publicó una colección de 400 poemas sobre el Visnuismo Brajabuli, obra titulada "PadachintamanimAlA". En su momento este poeta e intérprete pasó momentos difíciles, gran parte de la riqueza de su familia, fue imprudentemente invertidos y Rajanikanta enfrentaba la pobreza durante toda su vida. Su madre, Manomohini, era ama de casa competente, cuya opinión fue ampliamente tratado en los asuntos culinarios.

## Biografía
Guruprasad fue publicada en Katwa, cuando Rajanikanta nació. Fue trasladado a muchos lugares durante su infancia de Rajanikanta. Estudió en el "Boalia Zilla School" (actual "Rajshahi Colegiata School"). Cuando era niño, era muy travieso y juguetón. Aunque pasó menos tiempo para sus estudios, sin embargo, obtuvo buenos resultados en todos sus exámenes. Él ha escrito en su diario sobre su vida personal de su niñez:

"Nunca fui un ratón de biblioteca, porque yo fui bendecido con partes muy brillantes."

Aprendió el sánscrito de Rajnath Tarkaratna, un vecino del pueblo de Bhangakuthi, esto durante sus vacaciones escolares. Pasó un examen de ingreso en el año 1882 y con la segunda división,  consiguió diez rupias por mes como sueldo. Pasó en el FA en 1885, con la segunda división se matriculó al City College. Cursó el bachillerato en Artes en 1889 y se graduó después como Licenciado en Derecho en 1891 en la universidad.

## Carrera
Después de completar su educación, comenzó a practicar su talento en Rajshahi en 1891. El hermano mayor de su padre, era un abogado en Rajshahi desde entonces. Rajani ganó fama rápidamente. Sin embargo, su pasión estaba enfocada en actividades culturales como la música, la literatura, actuando en obras de teatro y otros eventos artísticos. En esto contó con el apoyo de sus amigos más cercanos, como el notable historiador, Akshay Kumar Maitreya, también por su esposa. Poco a poco empezó a perder su reputación que ya no podía atender a las necesidades de sus clientes. Trabajó como munsif por algunos días en Natore y también en Naogaon.

## Composiciones de literatura y música en Bengalí
Su madre, Manomohini Devi, tenía interés por la literatura bengalí. Solía hablar de ello con los jóvenes Rajani. Esto influyó en sus futuras composiciones. Rajani también impregnó un profundo interés por la música de Tarakeshwar Chakrabarty, su amigo en Bhangakuthi, que era un gran intérprete en la música.
Hablaba con fluidez y por escrito sobre sus poemas en bengalí y sánscrito desde la infancia. Comenzó a componer música para sus poemas y cantando con el acompañamiento de instrumentos musicales. Los poemas de Rajani, fueron publicados en revistas locales como "utsaha" y "Ashalata" muchas veces. Solía componer sus canciones para las ceremonias inaugurales y clausura de varias asambleas en sus días universitarias. El escribió uno de sus famosas canciones en un período muy corto con una duración de una hora, este poema se encuentra bajo archivo en una biblioteca local de su país:
| তব, চরণ নিম্নে, উৎসবময়ী শ্যাম-ধরনী সরসা; উর্দ্ধে চাহ অগণিত-মনি-রঞ্জিত নভো-নীলাঞ্চলা সৌম্য-মধুর-দিব্যাঙ্গনা শান্ত-কুশল-দরশা ৷ | Debajo de sus pies se encuentra la tierra próspera y abundante He aquí el cielo azul grabado con innumerables piedras encima de Ella es como un ángel dulce y graciosa |